# スラウハラド
スラウハラド（ベラルーシ語: Слаўгарад）はベラルーシ・マヒリョウ州スラウハラド地区(ru)の行政中心地をなす市である。人口は2004年の時点で8300人、2009年には7992人となった。

## 地理・交通
プロニャ川がソジ川に合流する地点にあり、クルィチャウから58km、マヒリョウから76kmの位置にある。高速道路がクルィチャウ、マヒリョウ、ブィハウ等のベラルーシ内の都市、またロシアのロスラヴリへと接続している。

## 歴史
史料の上での初出は1136年であり、スモレンスク公国による、都市のある場所への移住に関する記録がある。14世紀からはリトアニア大公国の一部となり、プロポイスク・スタロストヴォ(ru)の行政的中心地だった。1607年には偽ドミトリー2世が現れ、密偵として逮捕されている。
1772年、第1次ポーランド分割によって帝政ロシア領となり、エカチェリーナ2世によってアレクセイ・ゴリツィンが公として据えられた。1897年にはモギリョフ県のメステチコとなった。この時期の街には4つの製粉所、10の製油所、80の小店、穀物貯蔵庫などの商工業施設があり、電報郵便局、蒸気船の波止場、2つの教会などの施設があった、人口は4531人、屋敷の数は518を数えた。
1938年に都市型集落となり、1945年5月23日に改称し再び市となった。

## 市章と都市名

現在の市章

スラウハラドは河川に面した港湾都市であり、古い市章（紋章）は錨をモチーフとしていた。現在の市章は2005年に変更されたものであり、1708年のレスナーヤの戦いの勝利の記念碑が金色で描かれている。
都市の名は、年代記の初出の時点ではプルポイ、プロポシュク等と記述されている。1945年5月23日まではロシア語表記でПропойск（転写：プロポイスク）、ベラルーシ語表記でПрапойск（プラポイスク）という名称だった。これは市に面する河川に大渦が形成されるが、この土地の方言で大渦は「Пропой」と呼ばれていたことに由来する。1945年に師団の改編に伴い都市名も改称されたが、これは「プロポイスク近衛師団」という名称はあまり好ましく感じられなかったことによる。語り継がれるところでは、現在の都市名は独ソ戦の勝利に対する礼砲の意味合いを込めて、ヨシフ・スターリン自らが市のリストに書き加えたという。その際に、歴史的勝利を表す名としては、プロポイスクはあまりにも不釣り合いな名称であったことが改称の決め手となったという。なお、改称以前から、ロシア語表記（Славгород）ではスラウハラドと同名となる都市（アルタイ地方のスラヴゴロド(ru)：1914年命名、ウクライナのスラウホロド(ru)：1938年命名）が存在していた。

## 特色

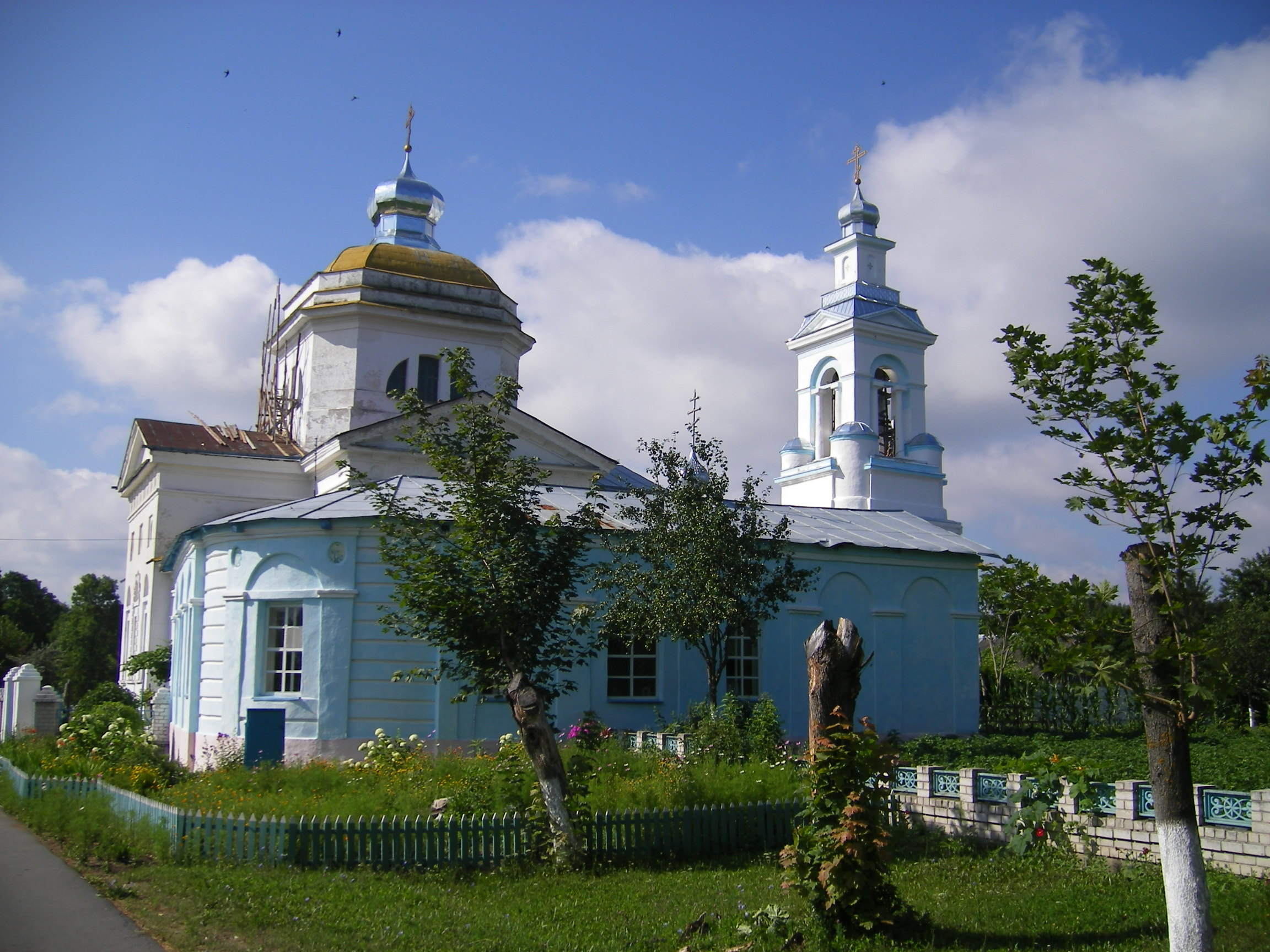
教会（アレクセイ・ゴリツィン建設）

ゆかりの著名人に関してはru:Славгород (Белоруссия)#Известные уроженцыを参照

### 産業
「スラウハラドパン」、「スラウハラド食品」（野菜加工）、公開株式会社(ru)の「おばあちゃんのミルクポット」（チーズ工場）が操業している。

### 教育
中等学校が2つ（音楽学校、スポーツ学校）と専修学校(ru)がある。

### 文化
公のアレクセイ・ゴリツィンが1791年 - 1793年にかけて建設した教会がある。この教会の聖堂建築にはニコライ・リヴォーフが携わった。他の歴史的建築物としては、18世紀末の小教区学校、19世紀半ばの郵便局がある。また、作家・詩人のコンスタンティン・シモノフ(ru)によって、詩・『プロポイスクについてのお伽話』が市に献じられている。